# Brooker
Brooker ist eine Stadt im Bradford County im US-Bundesstaat Florida. Das U.S. Census Bureau hat bei der Volkszählung 2020 eine Einwohnerzahl von 322 ermittelt. 

## Geographie
Brooker liegt rund 20 km westlich von Starke sowie etwa 100 km südwestlich von Jacksonville.

## Demographische Daten
Laut der Volkszählung 2010 verteilten sich die damaligen 338 Einwohner auf 154 Haushalte. Die Bevölkerungsdichte lag bei 241,4 Einw./km². 92,9 % der Bevölkerung bezeichneten sich als Weiße, 5,3 % als Afroamerikaner und 0,3 % als Asian Americans. 1,5 % gaben die Angehörigkeit zu einer anderen Ethnie an. 2,4 % der Bevölkerung bestand aus Hispanics oder Latinos.
Im Jahr 2010 lebten in 23,2 % aller Haushalte Kinder unter 18 Jahren sowie 30,4 % aller Haushalte Personen mit mindestens 65 Jahren. 76,1 % der Haushalte waren Familienhaushalte (bestehend aus verheirateten Paaren mit oder ohne Nachkommen bzw. einem Elternteil mit Nachkomme). Die durchschnittliche Größe eines Haushalts lag bei 2,45 Personen und die durchschnittliche Familiengröße bei 2,76 Personen.
20,9 % der Bevölkerung waren jünger als 20 Jahre, 23,4 % waren 20 bis 39 Jahre alt, 31,1 % waren 40 bis 59 Jahre alt und 24,6 % waren mindestens 60 Jahre alt. Das mittlere Alter betrug 44 Jahre. 50,6 % der Bevölkerung waren männlich und 49,4 % weiblich.
Das durchschnittliche Jahreseinkommen lag bei 41.875 $, dabei lebten 9,0 % der Bevölkerung unter der Armutsgrenze.
Im Jahr 2000 war Englisch die Muttersprache von 100 % der Bevölkerung.

## Verkehr
Brooker wird von den Florida State Roads 18, 231 und 235 durchquert. Der nächste Flughafen ist der Gainesville Regional Airport (rund 25 km südlich).